# カヴァッレルマッジョーレ
カヴァッレルマッジョーレ（伊: Cavallermaggiore）は、イタリア共和国ピエモンテ州クーネオ県にある、人口約5,400人の基礎自治体（コムーネ）。

## 地理

### 位置・広がり

#### 隣接コムーネ
隣接するコムーネは以下の通り。
- ブラ
- カヴァッレルレオーネ
- ケラスコ
- マレーネ
- モナステローロ・ディ・サヴィリアーノ
- ラッコニージ
- ルッフィーア
- サンフレ
- サヴィリアーノ
- ソンマリーヴァ・デル・ボスコ

## 行政

### 分離集落
カヴァッレルマッジョーレには、以下の分離集落（フラツィオーネ）がある。
- Foresto, Madonna del Pilone, Motta Gastaldi, Trebbiè